# 物價革命
物價革命，又稱價格革命，是指15世紀地理大發現後，西班牙人從美洲，掠奪大量貴金屬（主要是黃金白銀）流入歐洲，但是各項物資並未增加，加上人口激增，以致商品農產品產量不足，貨幣大量貶值，物價急遽上漲，尤其是糧食價格，出现通货膨胀。歐洲各國財政惡化不敷支用形成政治危機（如英國國會權力擴大）。而農業企業化經營，有助資本累積促成工業革命。社會上，地主貴族沒落，中產（商人）階級興起。

## 基本情况
新航路开辟的其中一个经济后果是引起“物价革命”。在白银通过国际贸易渠道向东流动时，它所经过的地方必然发生下述现象：物价迅速上涨，货币贬值，出现伪币，投机活跃。
在一个世纪里，西班牙的物价上升了大约四倍，其他欧洲国家虽然没有达到这个程度，但它们传统的经济关系也受到了严重的冲击。物价猛涨对欧洲国家的社会发展产生深远影响，以致被称为物价革命。但是，物价革命对西班牙所起的作用却不同。

## 影响

### 西班牙
16世纪前期，西班牙国内社会经济虽一度呈现出繁荣局面，工商业中的资本主义关系也有所滋长，但封建结构仍相当顽强。
面对农产品的价格猛涨，封建贵族只是一味加强封建剥削，城市中的行会继续控制着手工业生产。
这就造成西班牙国内工农业生产难以发展，所产粮食不足以养活本国居民，所产羊毛仍然大量输往尼德兰和意大利，
工农业产品的价格更加高于英国、法国、尼德兰的同类产品，在市场上失去了竞争力。
加之西班牙哈布斯堡王朝推行称霸欧洲的政策，将巨额财富用于军事和政治活动；西班牙贵族为了追求奢侈生活，大肆挥
霍，这都造成从美洲殖民地运回的金银很快就转到其他国家的供货者和债权人手中的局面。
因此，西班牙进行的殖民活动，在很大程度上只是为他人做嫁衣裳。它所开辟的殖民地市场，很快被英法等国的商品占领；它从殖民地掠夺的财富，并未被自己国内的工农商业所吸收，而是辗转流入英法等国后才转化为资本。
据统计，1492～1595年，西班牙从美洲运回金银共约价值40亿比塞塔，留在国内的最多只有2亿比塞塔，仅占5%。

### 欧洲
物价革命促进了欧洲国家阶级关系的变化。由于价格革命的影响，受到严重损害的有两部分人。
一部分是按传统方式收取定额货币地租的封建地主，他们的实际收入因货币贬值而减少，陷于贫困破产；
另一部分人是城乡的雇佣工人，由于他们处于被雇用的地位，而国家为保护雇主的利益，一再颁布限制提高工资的法令，致使工资的增长幅度赶不上物价的上涨幅度。
在物价革命中获利最大的是商品生产的经营者，即手工工场主、资本主义农场主、按资本主义方式经营农牧场的新贵族，还有缴纳定额货币地租的富裕佃农。他们既能够更廉价地购买劳动力，又有大量产品待价而沽。
同时，对英法等国家来说，物价革命还有另一个作用，即初步理顺了从自然经济向商品经济转变时期的价格体系。因此，在英法等国内经济体系能够较顺利地进行资本主义改造的国家里，物价革命有力地加速了封建制度的衰落和资本主义的兴起，促进了商品经济的发展。

## 过程
西班牙佔領了美洲印地安人的印加和阿茲提克文明，並且掠奪了大量金、銀貴金屬進入國內，引致貨幣貶值，故物價革命最早發生在西班牙，一世紀裡物價上漲幾乎四倍，其他歐洲地區雖上漲幅度較小、速度較緩慢，但依然飽受其苦。
物價革命中，西歐靠田租獲利的貴族與地主，因為物價上漲，田租卻沒有相對提高，經濟實力降低，社會與政治的地位也連帶下降，反而是佃農或自耕農因為農產品價格提高，收入增加。生活改善。東歐則因糧食利潤高，反而強化貴族與地主的實力，農奴制度得以依存。
由於精緻的工藝品價格上漲，專業工匠的收入增加，經濟狀況獲得改善，甚至紛紛躋身中產階級。而商品價格上漲，商人的獲利增加，投資能力因而提高，使資本主義能進一步發展，商人與專業工匠階級也因而得利。但城市中領固定薪水的小職員或工人，由於物價上漲，而工資並未隨之上揚，生活水平也逐步下滑。
受物價革命所累的群眾，他們的經濟狀況變得每況愈下，於是又變得更不滿，普遍認為應該是那些貪婪邪惡的人要負全責，興起了各種抗議運動，德意志地區的路德派宗教改革興起，就與物價革命有關。
而後物價革命更擴展到鄂圖曼帝國、印度和18世紀的中國。歐洲因物價革命加上美洲輸入的玉米、馬鈴薯、花生、番茄等糧食使人口增加成為向外移民探險的「推力」。